# Agave sisalana
Sisal
Espèce
Classification phylogénétique
Agave sisalana, appelé communément sisal, est une espèce de plantes de la famille des Agavaceae originaire de l'est du Mexique. 
Sisal est également le nom de la fibre extraite des feuilles de cette plante, ainsi que d'Agave fourcroydes Lem. (Henequen). Très résistante, cette fibre sert à la fabrication de cordage, de tissus grossiers et de tapis.

## Étymologie
Son nom provient de la ville portuaire de Sisal (en), située dans l'État mexicain du Yucatán, car à l'origine c'était à partir du port de Sisal qu'étaient expédiées les fibres dans le monde entier.

## Utilisations

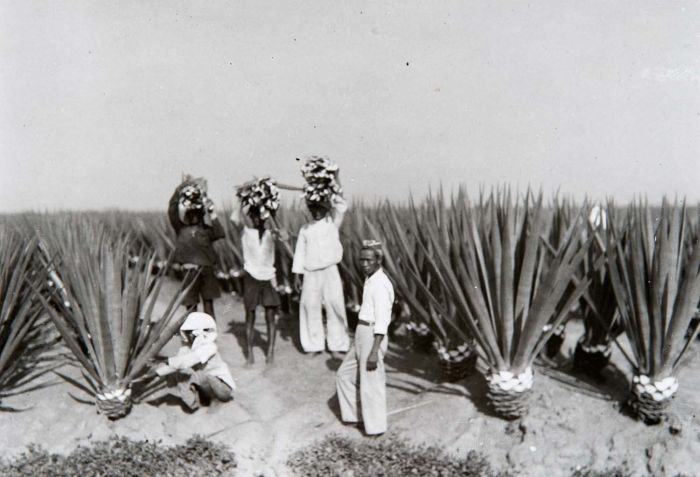
Plantation de sisal au Java occidental dans l'entre-deux-guerres.

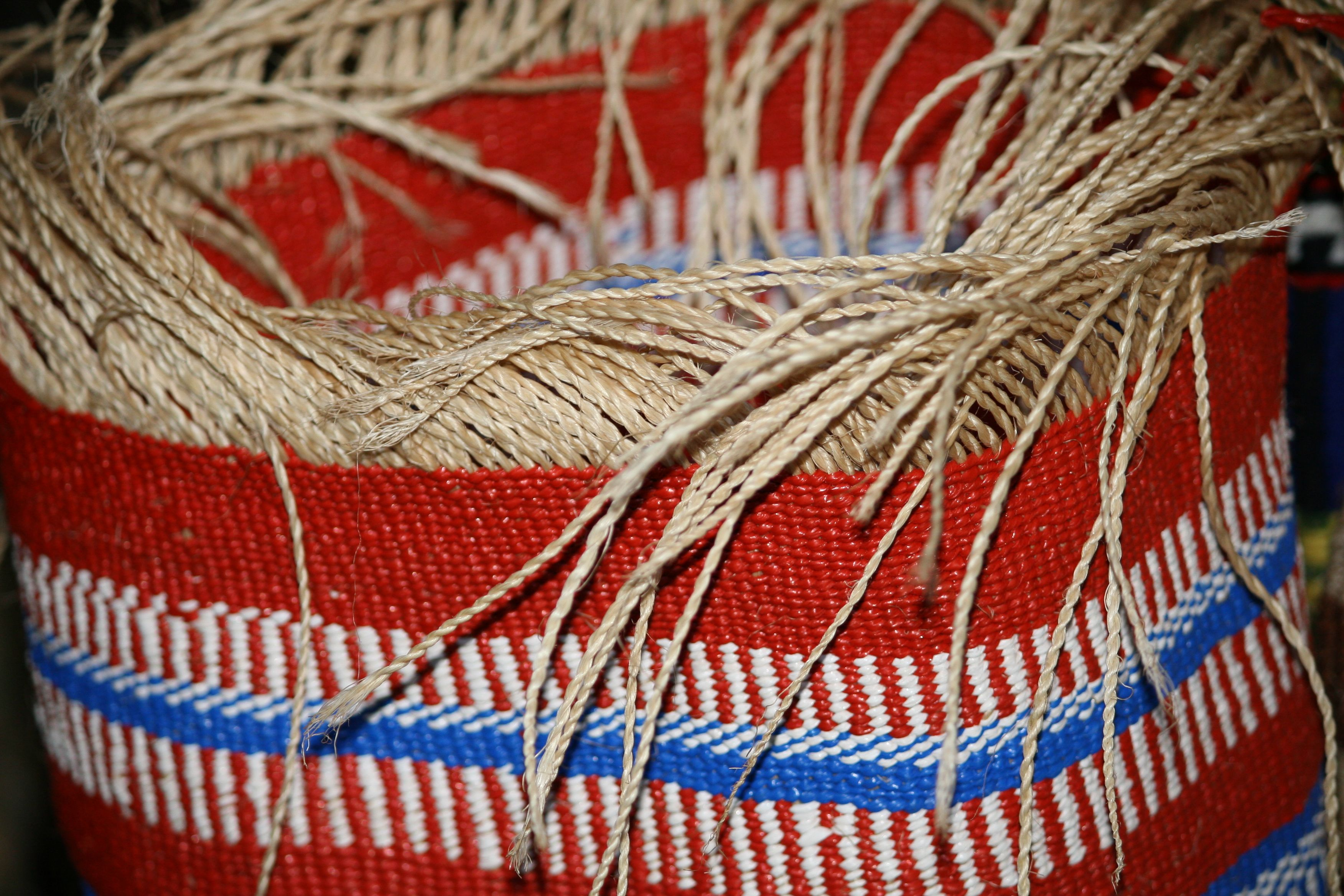
Confection d'un panier en sisal au Kenya.

Elle était jusque dans les années 1970 bien connue des agriculteurs européens sous forme de ficelle servant à lier les bottes de foin. Elle a, depuis l'apparition des presses à bottes haute densité, été remplacée par de la ficelle en polypropylène.
Le sisal est utilisé dans la filière bois pour tous les produits liés destinés au bois énergie et à la trituration (papeterie, panneau de particules). Leur stockage est de courte durée (le sisal est peu durable) et cette fibre végétale peut être mélangée au bois (ne pollue pas la matière comme une fibre synthétique).
Actuellement encore, les mouvements scouts et éclaireurs utilisent beaucoup ce type de ficelle pour assembler les constructions du mobilier de camp, assemblage selon la méthode Froissart où ni clous ni vis ne sont utilisés.
Elle est également utilisée dans la fabrication des cibles traditionnelles de jeu de fléchettes ou de tir à l'arc, ainsi que de façon plus anecdotique, comme matériau d'usure dans des griffoirs pour chats. On l'utilise également pour fabriquer des disques de polissage. Elle trouve aussi son utilité dans le bâtiment (construction), en effet les fibres de cette plante sont utilisées comme stabilisateurs (par armature) dans le béton de terre (terre crue).

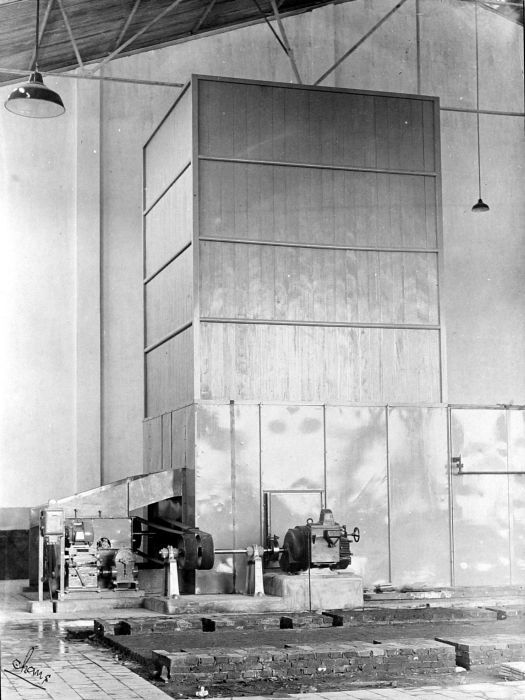
La sécheuse est le dernier élément dans le processus de traitement des fibres (Aceh, avant 1937).

Le sisal est également utilisé par certaines minorités asiatiques telles que les Dai du Yunnan en Chine ou les Hmong du Laos dans la confection artisanale de leurs vêtements.
D'autres espèces d'agaves fournissent aussi du sisal.
Sous le régime de Porfirio Díaz, reconnu comme étant la période faste du sisal, l'exploitation des plants se faisait sous le contrôle des grands propriétaires d'haciendas. Les cheminées de ces grands domaines tranchent encore par endroits dans la plaine du Yucatán.
La culture de cette plante est désormais anecdotique mais on trouve au Mexique des articles artisanaux exclusivement fabriqués à partir de cette fibre et dont les plus connus sont les hamacs ou les cloches de sisal ou de parasisal pour fabriquer les chapeaux.

## Économie
Le sisal est surtout cultivé en Afrique. Le Mozambique est le principal pays exportateur du sisal utilisé en France.

## Quelques autres plantes à fibres
- Alfa (ou auffe)
- Chanvre
- Lin
- Raphia
- Coton
- Jute
- Chanvre de Manille
- Kénaf